# النحو الشافي
النحو الشافي. كتاب في علم النحو لمحمود حسني مغالسة كتبه بلغة واضحة حديثة ومعاصرة قريبة إلى قلب الطلاب حيث يلقى فيها يسر وسهولة، مراعيا طرق غرس في الذهن النحو بأسلوب غير معقداً، ليس مثل بعض الكتب الصعبة على الطالب تبدو له كنها طلاسم ورموزاً لا أصل لها.
وقد نحى في كل موضوع من مواضيع النحو بعرض مسائله مسألة تلو المسألة مباشرة بلغة واضحة مأنوسة مع أمثلة لكل مسألة أو حكم بمثل واضح أو مثلين،
مع إعراب أحدهما أو كليهما إعراباً يجعل الأمر واضحاً مفهوماً، ثم عمل على اختتام كل موضوع بشواهد تفصيلية على كل قضية من قضايا الموضوع.

## مواضيع الكتاب
قد جاء الكتاب في عشرة فصول.
- الأول: الكلام وما يتألف منه.
- الثاني: الإعراب والبناء.
- الثالث: المرفوعات.
- الرابع: المنصوبات.
- الخامس: المجرورات.
- السادس: التوابع.
- السابع: الأسماء العاملة عمل الفعل.
- الثامن: الأساليب.
- التاسع: الممنوع من الصرف والعدد.
- العاشر: الجملة وشبه الجملة المشبهة.[1][2][3]